# Tubist
Tubist je glasbenik, izvajalec na trobilni instrument, imenovan tuba.